# 백마법
백마법(白魔法, 영어: white magic) 또는 백마술(白魔術)은 전통적으로 사심 없는 목적을 위해 초자연적인 힘이나 마법을 사용하는 것을 말한다. 백마법을 행하는 사람들은 현자, 치료자, 백마녀 또는 백마법사와 같은 칭호를 받았다. 이 사람들 중 많은 사람들이 유전을 통해 또는 나중에 어떤 사건을 통해 그들에게 전달된 지식이나 힘 때문에 그러한 일을 할 수 있는 능력이 있다고 주장했다. 백마법은 치유, 축복, 부적, 주문, 기도, 노래를 통해 실행되었다. 백마법은 악의적인 흑마법의 자비로운 대응물이다.

## 역사

### 초기 기원
1978년 저서 《백마법의 역사》에서, 저명한 오컬트 작가인 가레스 나이트는 백마법의 기원을 구석기 시대 종교의 초기 적응과 초기 종교사 전반으로 거슬러 올라가는데, 여기에는 고대 이집트의 다신교 전통과 후기 유대교와 초기 기독교의 일신교 사상이 포함된다.
특히, 그는 백마술의 전통의 많은 부분을 "보통 언덕 꼭대기 사당에서 숭배되던 다산과 초목의 신들과 여신들"에 대한 초기 숭배로 추적했고 "농업적 존재에 정착한 유목 민족에게 매력적이었다." 그는 특히 유목민인 히브리어를 사용하는 부족에 초점을 맞추고 초기 유대인들이 악보다는 격세유전의 관점에서 그러한 신을 숭배하는 것을 보았다고 제안한다. 다신교와 이교도 로마 제국이 확장되기 시작했을 때 유대인 지도자들은 그러한 생각에 반대하기 시작했다.
백마법의 초기 기원은 컨닝 폴크로 거슬러 올라간다.

### 르네상스 시대
15세기 후반까지 자연 마법은 "고등 문화계에서 많이 논의되었다." 마르실리오 피치노의 "추종자"는 일반적으로 영적 존재와 영혼의 존재를 옹호했지만 그러한 많은 이론은 후기 계몽주의 시대의 개념에 반했다. 피치노와 그의 지지자들은 로마 가톨릭교회에 의해 적대시되었지만 교회 자체도 그러한 존재의 존재를 인정했다. 그러한 인정은 위치크래프트에 반대하는 캠페인의 핵심이었다. 그러나 피치노는 악의적이든 악의적이든 영혼을 불러올 필요가 없는 "순전히 자연적인" 마법을 이론화했다. 그렇게 함으로써 그는 피치노의 이론을 믿기를 거부했지만 정령과의 유익한 의사소통과 관련된 자신의 주문과 주문을 만든 조나스 트리테미우스와 충돌했다. 스테가노그라피아를 포함한 그의 작품은 17세기까지 출판되지 않았으며 즉시 금서 목록에 지정되어 20세기까지 남아 있었다. 그의 "제자"인 하인리히 코르넬리우스 아그리파는 그의 작업 중 일부를 출판하는 일을 담당했으며, 그 결과 자신의 작업을 만들었다. 그의 작업에는 무엇보다도 고전적 요소, 수비학, 점성술 및 카발라의 개요와 의학, 점술, 연금술 및 의식과 의식에서 이러한 관계와 법칙을 활용하는 자세한 방법이 포함된 오컬트 철학 3권이 포함되어 있다. 기암밧티스타 델라 포르타는 그의 마기아 나추랄리스에서 이러한 많은 아이디어를 확장했다.
나이트가 주장하는 것은 초기 "자연"종교와 이후의 철학적 사고와 같은 이러한 아이디어의 결합이다. 또한 백마법의 뿌리에는 특히 상징과 종교적 상징이 있다. 나이트가 예시로 든 별은 유대 전통과 초기 기독교인(다윗의 별과 같은), 후기 프리메이슨 전통과 신이교에 매우 중요했다. 그것은 오각형과 야간 의식의 형태로 백마법 수행자들에게 계속해서 중요하다.
잠벨리는 더 나아가 백마법이 흑마법과 특별히 구별되지는 않았지만 종교 재판과 반위치크래프트 정서 시대에 오컬트 및 이교도 연구의 더 수용 가능한 형태로 성장했다고 주장한다. 흑마법이 트리테미우스의 악마 소환과 관련된 것이라면, 피치노의 "순수한 자연" 백마법은 사악하거나 비종교적인 의도가 전혀 없는 일반적인 "자연" 현상에 대한 연구로 구성될 수 있다. 잠벨리는 조르다노 브루노와 같은 학자를 "은밀한" 마법 수행자의 범주에 넣는다.

## 현대적 해석
로버트 M. 플레이스는 2009년 저서 《마법과 연금술》에서 흑마법과 백마법을 현대적으로 폭넓게 정의하고 있으며, 이를 사용하는 실무자들의 의도에 따라 "높은 마법"(흰색)과 "낮은 마법"(검은색)으로 지칭하는 것을 선호한다. 그의 현대적 정의는 백마법의 목적이 "선을 행하는 것"이거나 "개행자를 깨달음이나 의식의 더 높은 영적 상태로 이끄는 것"이라고 주장한다. 그러나 그는 (높은 것과 낮은 것에 대한) 이 넓은 정의는 선의의 민속 마술이 "낮은 것"으로 간주될 수 있는 반면, 고가의 또는 배타적인 요소가 포함된 의식 마술은 의도와 관계없이 일부 사람들에 의해 "높은 마술"로 간주될 수 있기 때문에 편견에 시달린다는 것을 인정한다.
플레이스에 따르면 사실상 모든 선사 시대 샤머니즘 마법은 백마법을 "돕는" 것이었고 따라서 그 마법의 기본 본질은 현대 백마술의 틀을 형성한다. 날씨나 수확을 제어하고 행운이나 웰빙을 생성한다.

## 여신 숭배
독점적으로 여성을 추구하는 것은 아니지만 현대 백마법은 어머니 여신, 정령, 자연의 영혼, 자연과의 일체감, 여신 숭배와 같은 전형적인 여성 개념과 관련이 있다. 현대 이야기나 동화에서 "백위치크래프트"라는 개념은 종종 친절한 할머니나 보살피는 어머니의 영혼과 관련이 있다. 백마법과 어머니 지구 사이의 연결은 수행자 마리안 그린의 저술 작업의 일반적인 주제이다.